# Kiosque de TV5 Monde
Kiosque est une ancienne émission de télévision de la chaîne internationale TV5 Monde diffusée chaque dimanche de février 1995 à décembre 2019. Présentée par Philippe Dessaint, elle réunissait des correspondants de presse des quatre coins du monde, pour décrypter les grands sujets de l'actualité internationale mais aussi française. Elle était diffusée en direct le dimanche de 17 à 18 h sur plusieurs continents, rediffusée selon les réseaux et disponible sur internet. 
Son site proposait de nombreuses ressources sur les thèmes abordés, les dessins de presse, notamment du caricaturiste algérien Ali Dilem, une galerie de photos de kiosques à journaux à travers le monde, et un blog.

## Participants habituels de Kiosque
- Alberto Toscano, correspondant de Panorama, puis de l'Agenzia Giornali Associati (Italie)
- Ana Navarro Pedro, correspondante de Visao (Portugal)
- Vibeke Knoop Rachline, correspondante d'Aftenposten (Norvège)
- Angela Diffley, correspondante de Sky News (Grande-Bretagne)
- Axel Krause, actuellement correspondant du Transatlantic Magazine (États-Unis)
- Lara Marlowe, correspondante d'Irish Times (Irlande)
- Marie-Roger Biloa (Cameroun), directrice d'Africa International (Afrique)
- Bryce Corbett, correspondant de The Australian (Australie)
- Zyad Limam, directeur d'Afrique magazine (Afrique)
- Louis Kemayou, correspondant du Messager (Cameroun)
- Rudolph Chimelli, correspondant de la Süddeutsche Zeitung (Allemagne)
- Dorothea Hahn, correspondante de Die Tageszeitung (Allemagne)
- Michaela Wiegel, correspondante de la Frankfurter Allgemeine Zeitung (Allemagne)
- Octavi Marti, correspondant de El Pais (Espagne)
- Iouri Kovalenko, correspondant des Izvestia (Russie)
- Vadim Glusker, correspondant de NTV (Russie)
- Andreï Gratchev, correspondant de Novaïa Gazeta (Russie)
- Mine G. Kirikkanat, correspondante et éditorialiste de Cumhuriyet (Turquie)
- Alexia Kefalas, correspondante de Kathimerini (Grèce)
- Antoine Menusier, correspondant de L'Hebdo (Suisse)
- Christian Rioux, correspondant du Devoir (Canada)
- Luc Chartrand, correspondant de Radio-Canada (Canada)
- Alexandra Szacka, correspondante de Radio-Canada (Canada)
- Istvan Felkaï, correspondant de la RTBF (Belgique)
- Joav Toker, correspondant de Koteret et Globes (Israël)
- Mustapha Tossa, correspondant d'Aujourd'hui le Maroc (Maroc)
- Ghania Mouffok, journaliste indépendante (Algérie)
- Vaiju Naravane, correspondante de The Hindu (Inde)
- Thomas Schreiber, correspondant de 168 Ora (Hongrie)
- Magdalena Mikołajczak, correspondante de TVP (Pologne)
- Anna Napiórkowska, correspondante de Gazeta Wyborcza (Pologne)
- Raluca Lazar, correspondante de antenna 3 (Roumanie)
- Dong Chun, correspondant des Nouvelles d'Europe (欧洲时报) (Chine)
- Zheng Ruolin, correspondant de Wen Hui Bao (文汇报) (Chine)
- Mauricio Latorre, RFI (Argentine)
- Paola Martinez Infante, correspondante de Radio Biobio (Chili)
- Fernando Eichenberg, correspondant de Zero Hora et epoca (Brésil)
- Zeina el Tibi, correspondante de La Revue du Liban
- Stefan de Vries, correspondant de RTL Nieuws (Pays-Bas)